# سرنجه (سلسله)
سرنجه روستایی از توابع بخش مرکزی شهرستان سلسله در استان لرستان ایران است.همه مردم سرنجه از طایفه پولاد و اکثرا از شاخه حتم بگ میباشند .سرنجه دارای آب و هوای معتدل بوده و به دلیل وجود پوشش جنگلی و رودخانه کشکان همواره مقصد طبیعت گردان است .شغل اصلی مردم سرنجه دواب دامداری و کشاورزی میباشد.

## جمعیت
این روستا در دهستان دوآب قرار دارد و بر اساس سرشماری مرکز آمار ایران در سال1395 جمعیت آن 150 نفر (40 خانوار) بوده‌است.